# Raúl Candal
Raúl Candal (Buenos Aires, 5 de octubre de 1952) es un bailarín y maestro de baile argentino.

## Trayectoria
Formado como gimnasta en el Club Gimnasia y Esgrima de Buenos Aires, comenzó sus estudios de danza a los 16 años con Enrique Lommi, Alexander Minz, Maria Ruanova, Olga Ferri y Wasil Tupin en el Instituto Superior de Danza del Teatro Colón.
Desde 1974 a 1994 fue primer bailarín del Teatro Colón de Buenos Aires y formó recordada pareja artística con la primera bailarina Silvia Bazilis.
Se retiró con Eugenio Onegin en 1994 y ha dirigido el Ballet del Teatro Colón. Es docente y maestro de baile.
Recibió el Premio Konex en 1989.
Fue premiado por el Consejo Argentino de la Danza, auspiciado por la UNESCO (1981) y tuvo el Premio a la Trayectoria Artística por la Asociación de Arte y Cultura de Buenos Aires (1992).